# جير هندرسون
جير هندرسون (بالإنجليزية: Ger Henderson)‏ هو لاعب قذف أيرلندي، ولد في 5 مايو 1954 في Johnstown, County Kilkenny ‏ في جمهورية أيرلندا.